# شيلدون براون (فنان)
شيلدون براون (بالإنجليزية: Sheldon Brown)‏ هو فنان أمريكي، ولد في 13 يوليو 1962.

## وصلات خارجية
- الموقع الرسمي